# NGC 1837
NGC 1837 je otvoreni skup u zviježđu Stolu. 

## Vanjske poveznice
- SEDS: NGC 1837